# Weir, Kansas
Weir là một thành phố thuộc quận Cherokee, tiểu bang Kansas, Hoa Kỳ. Năm 2010, dân số của xã này là 686 người.

## Dân số
Dân số các năm:
- Năm 2000: 780 người
- Năm 2010: 686 người